# اتحادیه بین‌المللی جوانان دموکرات
اتحادیه بین‌المللی جوانان دموکرات (به انگلیسی: International Young Democrat Union) (کوته‌نوشت: IYDU) یک اتحادِ جهانی از سازمان‌های سیاسی راست میانه و شاخه جوانان اتحادیه دموکرات بین‌الملل است.
این اتحادیه به شکل کنونی در مارس ۱۹۹۱ در واشینگتن، دی.سی. تأسیس شد. سازمانی قبلی به همین نام در ژوئیه ۱۹۸۱، همچنین در واشینگتن، تأسیس شده بود، اما متعاقباً متوقف شد.
اتحادیه دموکرات بین‌الملل برای سیاست‌های محافظه کارانه و بازار آزاد در سراسر جهان مبارزه می‌کند.
این اتحادیه هر ساله چندین رویداد را برای سازمان‌های عضو برگزار می‌کند.

## اصول
اتحادیه بین‌المللی دموکرات جوان، اتحادی جهانی از سازمان‌های جوانان سیاسی راست میانه است که با آرمان‌هاب مشترک برای آزادی بیشتر و اقتدار کمتر حکومت متحد شده‌اند.
این اتحادیه برای اولین بار در سال ۱۹۸۱ تأسیس شد، دو سال قبل از سازمان مادر آن اتحادیه دموکرات بین‌الملل و سپس در سال ۱۹۹۱ مجدداً تأسیس شد و تعداد اعضای آن از ۱۴ عضو به ۱۲۷ عضو رسید.

## سازمان اصلی
اتحادیه دموکرات بین‌الملل که سازمان اصلیِ اتحادیه دموکرات جوان بین‌‌الملل است، یک انجمن کاری متشکل از ۷۱ عضو کامل و وابسته از ۶۳ کشور مختلف است. اعضای مؤسس شامل نخست‌وزیر بریتانیا، مارگارت تاچر، معاون رئیس‌جمهور آمریکا جورج اچ دبلیو بوش؛ شهردار پاریس، رئیس‌جمهور فرانسه، ژاک شیراک دهلموت کوهل، صدراعظم آلمان بودند.